# Gmina Zagnańsk
Die Gmina Zagnańsk ist eine Landgemeinde im Powiat Kielecki der Woiwodschaft Heiligkreuz in Polen. Ihr Sitz ist das gleichnamige Dorf mit etwa 1700 Einwohnern.

## Geographie
Die Gmina Zagnańsk liegt im Norden der Woiwodschaft, die Hauptstadt Kielce ist zehn Kilometer entfernt. Nachbargemeinden sind Stąporków sowie Bliżyn im Norden, Łączna im Osten, Masłów sowie Miedziana Góra im Süden und Mniów im Westen.
Das Gemeindegebiet von 124,4 km² wird zu 34 Prozent land- und 59 Prozent forstwirtschaftlich genutzt.

## Geschichte
Die Landgemeinde wurde 1976 aus der Gmina Samsonów gebildet. Sie gehörte zur Woiwodschaft Kielce. Am 1. Januar 1999 kam die Gemeinde zur Woiwodschaft Heiligkreuz und zum Powiat Kielecki.

## Gliederung
Zur Landgemeinde (gmina wiejska) Zagnańsk gehören 20 Dörfer mit 17 Schulzenämtern.
Bartków
Belno
Chrusty
Długojów
Gruszka
Janaszów
Jaworze
Kajetanów
Kaniów
Kołomań
Lekomin
Samsonów
Szałas
Tumlin (Tumlin-Dąbrówka, Tumlin-Osowa, Tumlin-Węgle, Tumlin-Zacisze)
Umer
Zachełmie
Zagnańsk
Kleinere Ortschaften der Gemeinde sind:
Borowa Góra
Goleniawy
Jasiów
Osiedle Kaniów
Osiedle Wrzosy
Ścięgna
Samsonów-Ciągłe
Samsonów-Dudków
Samsonów-Komorniki
Samsonów-Piechotne
Siodła
Zabłocie

## Wappen und Naturdenkmal
Das Gemeindewappen bzw. Logo wird von der Bartek-Eiche geziert. Die mindestens 650 Jahre alte Stieleiche steht zwischen Zagnańsk und Kaniów.

## Verkehr
Die Schnellstraße S7 von Warschau nach Krakau durchzieht den Osten der Gemeinde. Die Woiwodschaftsstraße DW750 führt von Ćmińsk an der Landesstraße DK74 über Zagnańsk nach Barcza an der Schnellstraße.
Die Haltepunkte Zagnańsk und Tumlin liegen an der Bahnstrecke Radom–Kielce.
Der nächste internationale Flughafen ist Krakau.